# Memorial Stadium (Clemson)
Das Memorial Stadium (auch bekannt als Death Valley) ist ein College-Football-Stadion auf dem Campus der Clemson University in der US-amerikanischen Stadt Clemson im Bundesstaat South Carolina. Es ist die Heimspielstätte des NCAA-College-Football-Teams der Clemson Tigers (Atlantic Coast Conference). Die Anlage hat eine Kapazität von 81.500 Zuschauern. Vor der Fertigstellung des Bank of America Stadiums in Charlotte spielte hier auch das NFL-Team der Carolina Panthers während der Saison 1995.

## Geschichte
Das Memorial Stadium wurde am 19. September 1942 eröffnet. Der Bau kostete 125.000 US-Dollar und das Stadion hatte damals eine Zuschauerkapazität von 20.000. Eine erste Erweiterung im Jahr 1958 erhöhte die Kapazität auf 38.000 und zwei Jahre später wurden weitere 5.658 Plätze hinzugefügt. Das südliche Oberdeck wurde 1978 gebaut und das nördliche folgte 1983. Somit wurde die Gesamtkapazität auf über 80.000 gebracht. Der bisherige Zuschauerrekord datiert aus dem Jahr 1999. Das Spiel gegen die Florida State University verfolgten 86.092 Zuschauer.
Neben der geographischen Lage in einem Tal führten zwei Gründe zum Spitznamen Death Valley. Einerseits liegt der Universitätsfriedhof auf einem Hügel, der das Spielfeld überblickte, bevor die Oberdecks gebaut wurden. Die andere Referenz stammt von Lonnie McMillian, einem ehemaligen Football-Coach am Presbyterian College. Er sagte 1948 zu Journalisten, dass er „sein Team nach Clemson führen muss und dort im Death Valley spielen“, wo sie selten Punkte erzielten oder einen Sieg holten. Der Spitzname wurde insbesondere in den 1950er-Jahren beliebt, als ihn Headcoach Frank Howard zu verwenden begann. Er erhielt später von einem Ehemaligen der Clemson University einen Stein aus dem Death Valley in Kalifornien. Dieser steht heute beim Spielereingang im Stadion.
Das Spielfeld im Memorial Stadium wurde 1974 zu Ehren des ehemaligen Trainers als Frank Howard Field benannt.